# Mitu (släkte)
Mitu är ett fågelsläkte i familjen trädhöns inom ordningen hönsfåglar. Släktet förekommer i tropisk regnskogar i Sydamerika, där tre arter lever i Amazonområdet samt en som  tidigare förekom i Alagoas i östra Brasilien men som sedan mitten av 1980-talet är utdöd i det vilda.
Arterna inom släktet har iriserande svart fjäderdräkt med vit eller rödbrun stjärtspets och crissum (det vill säga området runt kloaköppningen) och deras ben och näbb är röda. Utseendemässigt är könen lika.

## Arter
- Flodhocko (Mitu tomentosum)
- Loretohocko (Mitu salvini)
- Knivhocko (Mitu tuberosum)
- Alagoashocko (Mitu mitu) - utdöd i det vilda sedan mitten av 1980-talet